# Okrotice
Okrotice (Cephalanthera) je rod jednoděložných rostlin, vytrvalých bylin z čeledi vstavačovitých. Zahrnuje 15–18 terestrických (tj. v zemi rostoucích) druhů převážně z Evropy a Asie, pouze jediný druh, Cephalanthera austiniae, pochází ze Severní Ameriky; je to též jeden ze tří mykoheterotrofních, nezelených druhů okrotice. Jednotlivé druhy se mezi sebou též přirozeně kříží.
Do rodu patří též tři druhy rostoucí v České republice (viz taxobox). Rostliny obvykle preferují světlé listnaté a jehličnaté lesy.